# Bahnhof Bad Laasphe
Der Bahnhof Bad Laasphe (bis 1999 Bahnhof Laasphe) ist ein Durchgangsbahnhof im nordrhein-westfälischen Bad Laasphe und liegt am Streckenkilometer 52,8 der Oberen Lahntalbahn. Er liegt direkt südlich der B 62.

## Geschichte

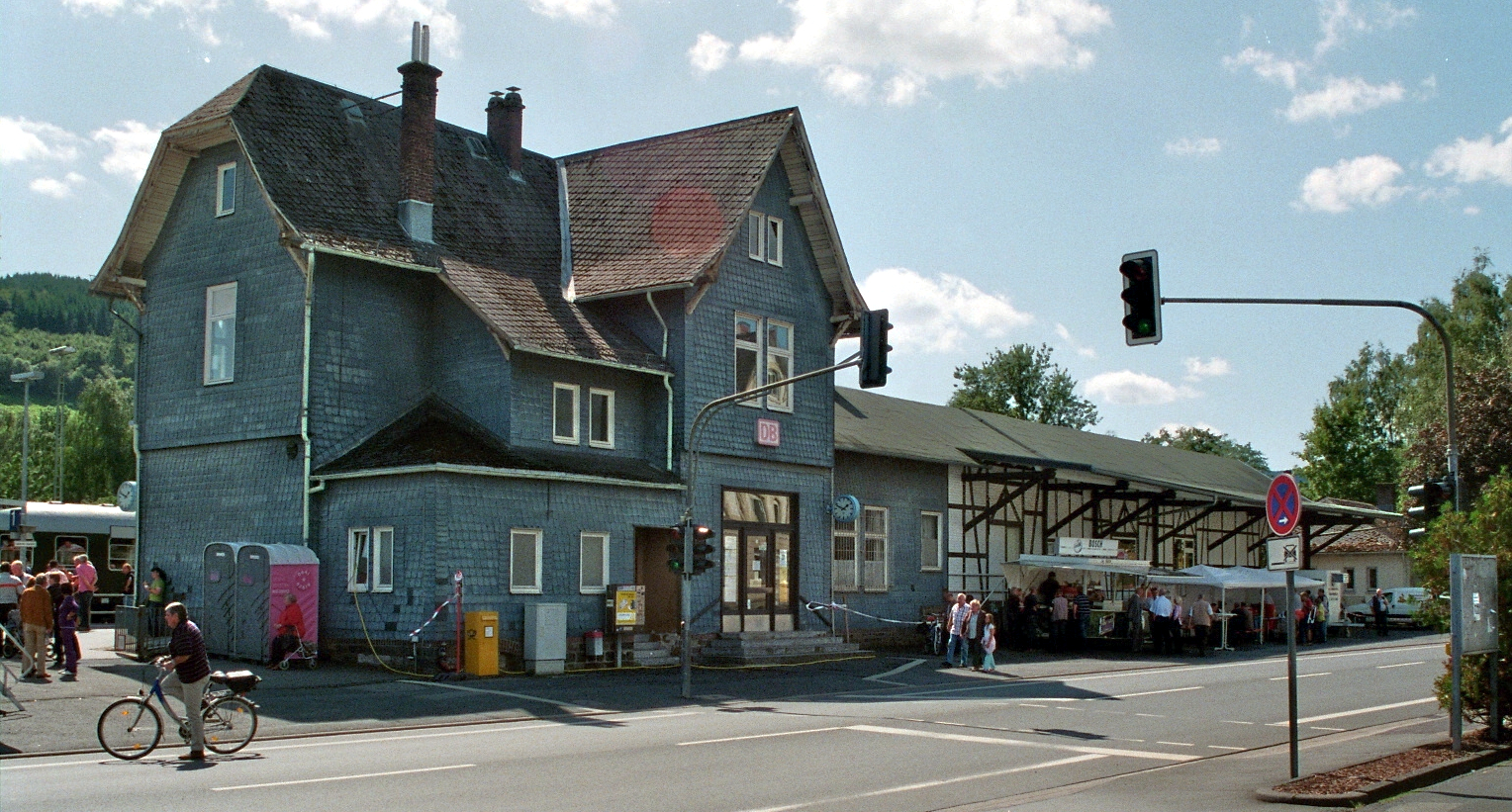
Das Empfangsgebäude mit Güterschuppen vor dem Umbau im August 2009

Der Bahnhof wurde nach dem Bau der Strecke von Amalienhütte nach Laasphe am 2. April 1883 eröffnet. Zunächst war der Bahnhof Laasphe betrieblicher und baulicher Endbahnhof der Strecke. Bereits kurz nach Inbetriebnahme wurde am 21. Mai 1883 Bau und Betrieb der Strecke Laasphe – Erndtebrück per Gesetz beschlossen. Im Dezember 1888 wurde der Abschnitt von Erndtebrück nach Leimstruth eröffnet, bevor mit der Eröffnung des Streckenabschnittes von Leimstruth nach Feudingen am 1. Oktober 1889 erstmals die Verbindung nach Kreuztal und Siegen möglich wurde.
Gehörte der Bahnhof samt Strecke zu Beginn noch der Bergisch-Märkischen-Eisenbahn-Gesellschaft, wurden diese am 28. März 1882 im Zuge der Verstaatlichung der Königlichen Eisenbahn-Direktion Cassel den Preußischen Staatsbahnen zugeordnet. Durch die per Staatsvertrag am 1. April 1920 gegründete Reichsbahn gelangte der Bahnhof wie die gesamte Nebenbahn Cölbe–Erndtebrück in den Verwaltungsbereich der Reichsbahndirektion Elberfeld.
1940 verkehrten zwischen Laasphe und Erndtebrück acht werktägliche beziehungsweise sechs sonntägliche Zugpaare.
Ab dem Winterfahrplan 1957/58 hielten auch die so genannten „Heckeneilzüge“ im Laaspher Bahnhof. Im genannten Fahrplanjahr waren dies die Zugpaare E 781/782 Frankfurt (Main) – Köln sowie E 4763/4766 Siegen – Marburg. Noch bis 1979 wurden solche Fernverkehrsverbindungen angeboten.
In den folgenden Jahren wurde das Zugangebot mehr und mehr ausgedünnt. In den 1990er Jahren verkehrte zwischen Erndtebrück und Laasphe nur noch ein einziges werktägliches Zugpaar, vor allem für den Schülerverkehr. Etwas dichter war das Angebot von Laasphe in Richtung Hessen, allerdings auch auf die Werktage beschränkt. Samstagnachmittags und sonntags ruhte der Personenverkehr. 1998 wurde das Zugangebot wieder deutlich erweitert; auch in Richtung Erndtebrück verkehrten etwa alle zwei Stunden Züge, auch an Wochenenden. Bis 1995 verkehrten meist Uerdinger Schienenbusse; bis 2018 kamen Triebwagen der Baureihe 628 zum Einsatz. Seit 2018 sind niederflurige, barrierefreie Fahrzeuge der Baureihe 642 vom Typ Siemens Desiro Classic anzutreffen.
1999 erhielt der Bahnhof den Namen Bad Laasphe; die Stadt schmückte sich bereits seit 1981 mit diesem Namenszusatz.
Im Zuge der Feierlichkeiten zum 125-jährigen Streckenjubiläum der Oberen Lahntalbahn wurde am 29. und 30. August 2009 (mit einem Jahr Verspätung zum eigentlichen Jubiläumsjahr) ein Streckenfest veranstaltet. So verkehrten an diesem Wochenende neben den bekannten Triebwagen mehrere historische Züge. Am Sonntag fuhr u. a. ein TEE-Zug der 1970er Jahre mit Rheingold-Wagen auf der Strecke Marburg–Biedenkopf–Bad Laasphe–Erndtebrück. Daneben wurde eine Dampflok der Baureihe 52 und eine Garnitur des bekannten Schienenbusses auf der Strecke Biedenkopf – Bad Laasphe – Erndtebrück eingesetzt.
Von 2006 bis 2011 fand jährlich die Veranstaltung „Lahntal total“ statt. Dadurch war auch am Bahnhof Bad Laasphe regelmäßiger Sonderzugverkehr mit erhöhtem Fahrgastaufkommen gegeben. An diesem autofreien Sonntag wurden die fahrplanmäßigen Verbindungen auf der Oberen Lahntalbahn um zahlreiche Zugpaare mit speziellen Fahrradwagen ergänzt.
Von Juli bis Dezember 2013 erfolgte ein Umbau des Bahnhofs. Es entstand ein Verknüpfungspunkt mit barrierefreien Umsteigemöglichkeiten zwischen Bahn und Bus. Die Bahnsteige wurden von 38 cm auf 55 cm erhöht. Die Kosten des Umbaus betrugen 4,5 Millionen Euro, wovon das Land Nordrhein-Westfalen 4,1 Millionen Euro übernahm. Auch die alten Flügelsignale wurden beseitigt. Am 1. Dezember 2013 wurde die umgebaute Station feierlich eröffnet.
Am 23. Februar 2015 wurde Bad Laasphe zum kundenfreundlichsten Bahnhof Südwestfalens gewählt.

## Anlagen

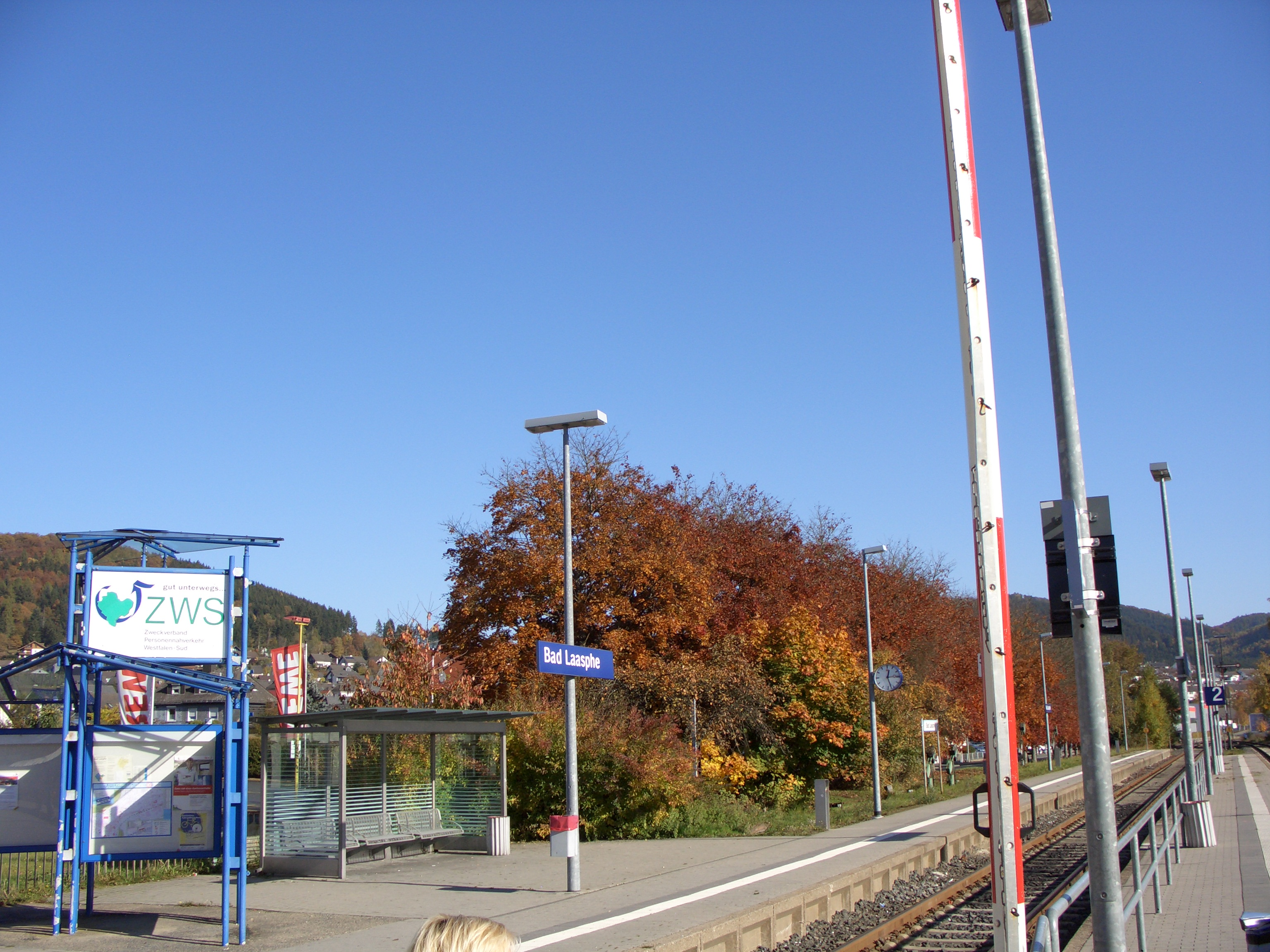
Gleis 1 mit Bahnsteig vor dem Umbau (2012)

### Empfangsgebäude
Das Empfangsgebäude des Bad Laaspher Bahnhofs wurde 1887 erbaut.
2008 hat die Stadt Bad Laasphe über ihre Bad Laaspher Grundstücks- und Erschließungsgesellschaft (BLEG) das Bahnhofsgebäude mitsamt einem 4.400 m² umfassenden Gelände nahe dem Bahnhof von der Deutschen Bahn AG erworben. Die Stadt plant, Flächen davon an Investoren zu verkaufen. Des Weiteren ist dort ein Kombibahnsteig für Bus und Bahn geplant. Im Herbst 2010 endeten umfangreiche Umbauarbeiten. Der Güterschuppen wurde abgerissen, das Empfangsgebäude renoviert und mit einem kleinen Anbau versehen. Im März 2011 wurde bekannt, dass eine Fahrschule als erster gewerblicher Mieter den ersten Stock des Bahnhofgebäudes nutzen werde. Ein neuer Zentraler Omnibusbahnhof wurde im Dezember 2013 errichtet. Seit September 2014 betrieb die Kurhessenbahn selbst zum ersten Mal ein eigenes Bistro-Café (KHB-Café) im Erdgeschoss des Bahnhofs; dieses Café ist seit März 2021 dauerhaft geschlossen.

### Gleise
Der Bahnhof ist mit zwei Bahnsteiggleisen (Gleis 1 + 2) und einem Abstellgleis (Gleis 3) ausgestattet. Im Bereich des Abstellgleises befinden sich eine Tankstelle und eine WC-Entsorgungsanlage als Serviceeinrichtungen für Eisenbahnverkehrsunternehmen.

## Heutiges Bedienungsangebot

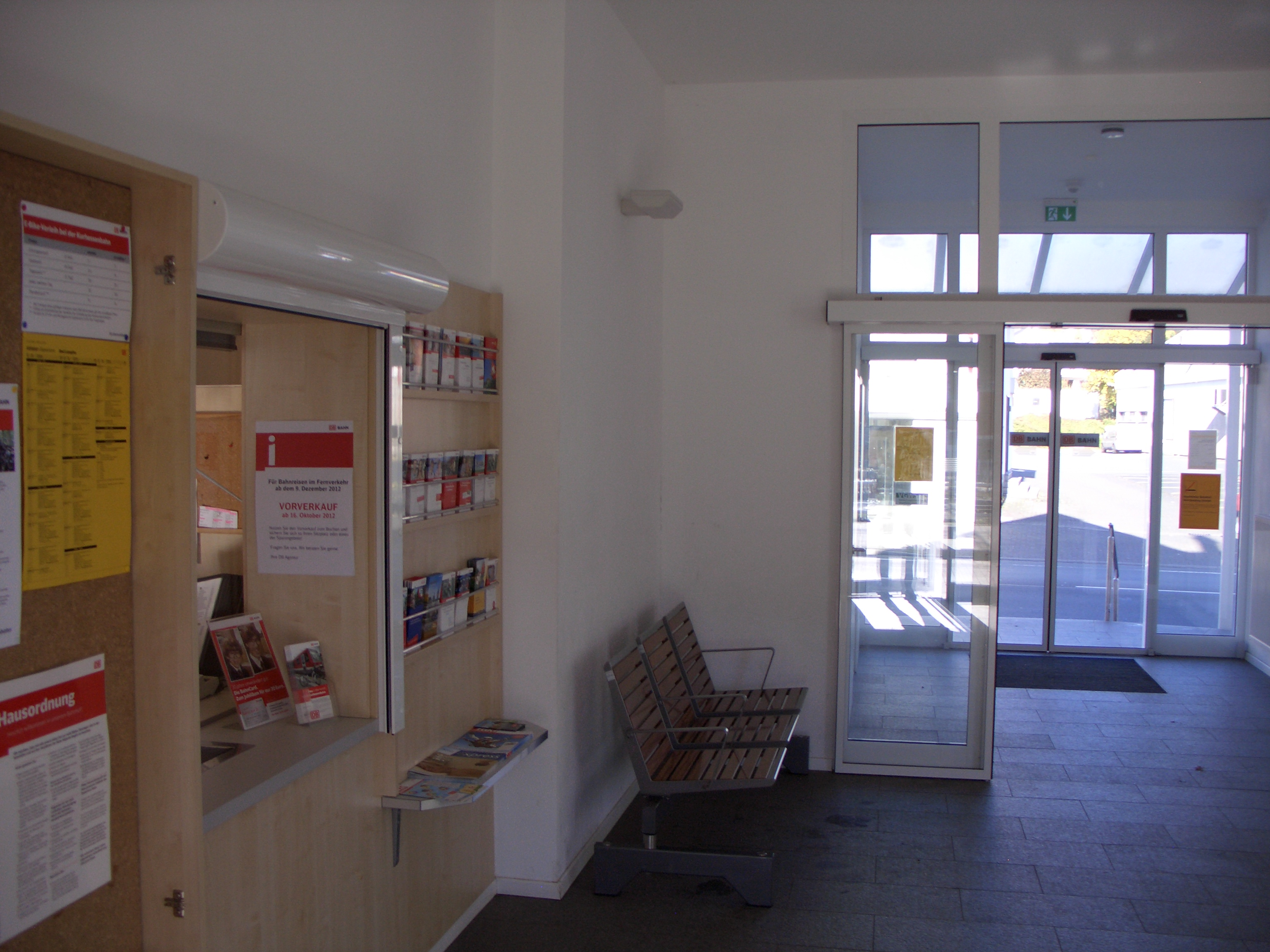
Die Wartehalle mit Fahrkartenschalter

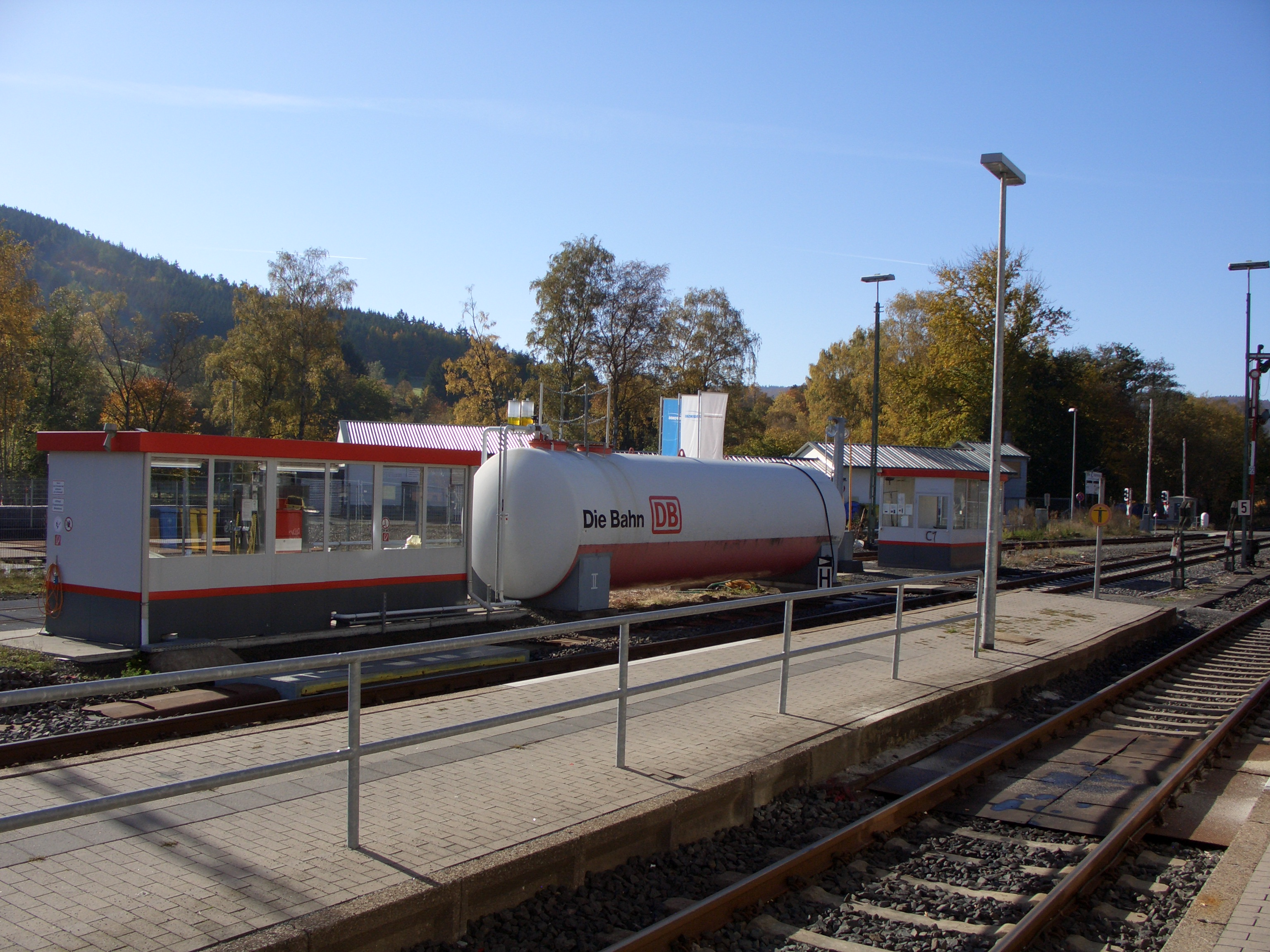
Die Triebwagentankstelle an Gleis 4

### Bahnverkehr
Der Personenverkehr wird seit 2002 über die DB-Tochter Kurhessenbahn abgewickelt. Seit 2018 werden Dieseltriebwagen der Baureihe 642 eingesetzt. Für diese gibt es am Bahnhof ein Abstellgleis und eine Betankungsanlage.
Die Züge der Linie RB 94 verbinden Bad Laasphe von Montag bis Freitag im Stundentakt mit Marburg und im Zweistundentakt mit Erndtebrück (jeder zweite Zug aus Richtung Marburg endet hier). Samstags und sonntags wird ein durchgehender Zweistundentakt angeboten. Samstags fährt ein Zugpaar durchgängig von Marburg nach Betzdorf über Siegen und Bad Laasphe.
| Linie | Linienverlauf | Grundtakt                                 | Regelgleis                          |
| ----- | --- | ----------------------------------------- | ----------------------------------- |
| RB 94 | Obere Lahntalbahn: Marburg (Lahn) – Cölbe – Lahntal-Sarnau – Goßfelden – Sterzhausen – Caldern – Buchenau (Lahn) – Friedensdorf (Lahn) – Wilhelmshütte (Lahn) – Biedenkopf – Biedenkopf Campus – Wallau (Lahn) – Bad Laasphe-Niederlaasphe – Bad Laasphe – Feudingen – Oberndorf (Wittgenstein) – Leimstruth – Schameder – Erndtebrück ( – Hilchenbach – Kreuztal – Siegen Hbf – Betzdorf (Sieg)) (2 Zugpaare Samstags von/bis Betzdorf) Stand: Fahrplanwechsel Dezember 2021 | 120 min 60 min (Marburg–Laasphe werktags) | 1 (Zuglauf LA–MR) 2 (Zuglauf EB–MR) |

Die Fahrzeit von/nach Erndtebrück beträgt 30 bis 35 Minuten, von/nach Marburg sind es meist 50 bis 70 Minuten. Bad Laasphe liegt im Tarifgebiet der Verkehrsgemeinschaft Westfalen-Süd (VGWS), ist aber durch einen Übergangstarif auch über den Rhein-Main-Verkehrsverbund (RMV) aus Hessen erreichbar.

### Busverkehr
An der Bushaltestelle „Bad Laasphe Bahnhof“ halten die Linien SB 5 nach Siegen, R 30 nach Erndtebrück, R 31 nach Bad Berleburg, R 32 nach Mandeln, R 35 nach Wallau, L 182 zum Schloss Wittgenstein, A 380 nach Puderbach und zum Schloss Wittgenstein, A 381 nach Rittershausen und der Bürgerbus zum Wilhelmsplatz und nach Puderbach.